# NK Zrinski Petrovaradin
Nogometni klub Zrinski bio je nogometni klub Hrvata iz Petrovaradina. Djelovao je do Drugoga svjetskog rata.